# Langballig
Langballig (en danois: Langballe) est une commune de l'arrondissement de Schleswig-Flensbourg, Land de Schleswig-Holstein.

## Géographie
Langballig se situe dans le fjord de Flensbourg, dans la péninsule d'Angeln, sur la mer Baltique.
La commune regroupe les quartiers de Freienwillen (da: Langballegård), Hohenau, Langballigau (Langballeå), Langballigholz (Langballeskov), Langballigkaten, Trolljunker, Unewatt (Undevad), Unewattfeld et Unewatt Hof (Undevadgård).
La Bundesstraße 199 traverse la commune.

## Histoire
La première mention écrite date de 1450 sous le nom de "Langballech" ou "Langballe".
Le port actuel est construit en 1920.

## Personnalités liées à la commune
- Hans Schack (da) (1609–1676), maréchal danois.
- Philipp Ernst Lüders (de) (1702-1786), chapelain et réformateur agricole.
- Eduard Erdmann (1896-1958), pianiste et compositeur.

## Source, notes et références
- (de) Cet article est partiellement ou en totalité issu de l’article de Wikipédia en allemand intitulé « Langballig » (voir la liste des auteurs).